# Alexander Gehbauer
Alexander Gehbauer (* 24. April 1990 in Drobollach) ist ein ehemaliger österreichischer Mountainbiker.

## Werdegang
Alexander Gehbauer fing schon früh mit dem Fahrrad fahren an, mit zehn Jahren trat er einem Radverein bei. Ein großes Vorbild war ihm sein zwei Jahre älterer Bruder Robert Gehbauer, der 2005 zur Goldmedaille bei der Junioren-Weltmeisterschaft im Cross-Country fuhr.
Sein erstes Rennen bestritt er 2001 bei den Kärntner Landesmeisterschaften. Er belegte dort den zweiten Platz. 2012 wurde er Österreichischer Staatsmeister im Cross-Country. Im gleichen Jahr nahm er an den Olympischen Sommerspielen im Bewerb Cross-Country teil und belegte den neunten Platz. 2013 wurde er erneut Österreichischer Staatsmeister im Cross-Country.
Drei Jahre später nahm er an den Olympischen Sommerspielen 2016 in Rio de Janeiro teil, wo er aber stürzte und sich Prellungen sowie Hautabschürfungen zuzog und daraufhin im Krankenhaus behandelt werden musste.
2017 erklärte der damals 27-Jährige seine aktive Zeit für beendet.

## Erfolge

### Mountainbike
2010
- Österreichischer Meister (U23) – Cross-Country XCO

2011
- Weltcup Dalby Forest – Cross Country XCO (U23)
- Weltcup Offenburg – Cross Country XCO (U23)
- Weltcup Pietermaritzburg – Cross Country XCO (U23)

2012
- Österreichischer Meister – Cross-Country XCO

2013
- Österreichischer Meister – Cross-Country XCO

### Cyclocross
2010/2011
- Österreichischer Meister (U23)

2011/2012
- Österreichischer Meister (U23)

2014/2015
- Österreichischer Meister

2015/2016
- Österreichischer Meister